# Hallberg-Rassy 382

Die Hallberg-Rassy 382 (HR 382) ist eine Hochsee-Segelyacht der schwedischen Werft Hallberg-Rassy. Sie wurde zwischen 1984 und 1992 gebaut. Die Konstrukteure waren Christoph Rassy und Olle Enderlein. Die Yacht ist das Nachfolgemodell der Hallberg-Rassy 38 (HR 38). 

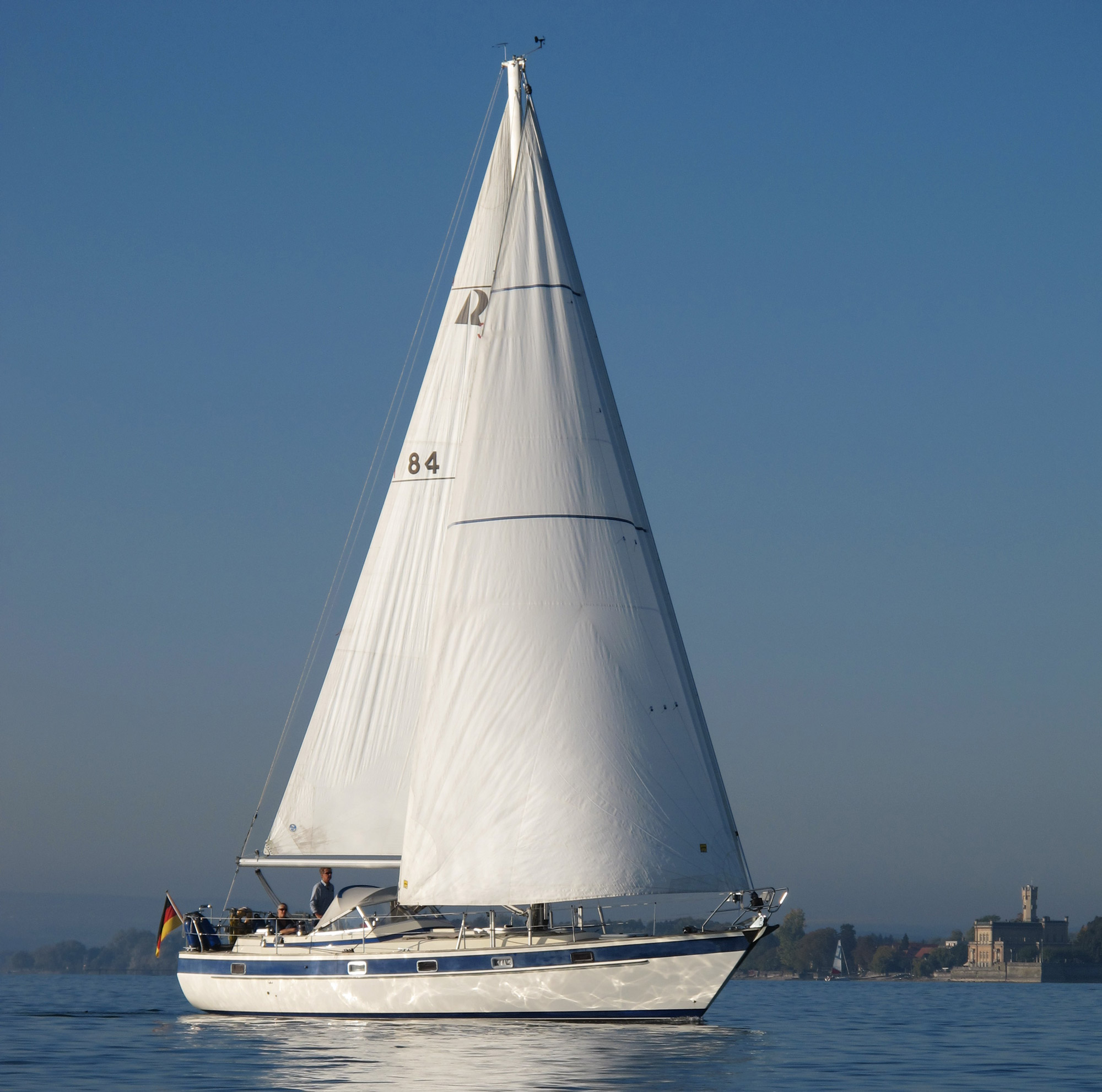
Hallberg-Rassy 382

## Konstruktion
Im Vergleich mit der HR 38 wurde die Segelfläche vergrößert, der Rumpf verlängert mit einem schärferen Bug und einem flacheren Heck, einem tieferen, kürzeren und effektiveren Kiel, sowie einem effizienteren Ruderdesign. Die HR 382 hat einen Bleikiel. Dies ermöglicht einen tieferen Schwerpunkt und ein schlankeres Profil.
Wie alle Yachten wurde die HR382 in der Werft von Hallberg-Rassy in Ellös gebaut.

### Technische Daten
| Kenngröße     | Hallberg-Rassy 382              |
| ------------- | ------------------------------- |
| Rumpflänge    | 11,62 m                         |
| Wasserlinie   | 9,5 m                           |
| Breite        | 3,64 m                          |
| Tiefgang leer | 1,84 m                          |
| Kielgewicht   | 3,9 t (Blei)                    |
| Verdrängung   | 9 t                             |
| Segelfläche   | 70,5 m²                         |
| Motor         | Volvo Penta MD30 und MD22       |
| Leistung      | 47 kW / 65 PS und 46 kW / 62 PS |
| Hubraum       | 2,39 und 1,99 l                 |
| Diesel        | 335 Liter                       |
| Frischwasser  | 580 Liter                       |